# Mizora
Mizora est un roman utopique de science-fiction féministe de Mary E. Bradley Lane, publié pour la première fois en 1880-1881 – lorsqu'il apparait en feuilleton dans le journal Cincinnati Commercial. Il est publié sous forme de livre en 1890. Mizora est le premier portrait d'une société entièrement féminine et autosuffisante et la première utopie technologique féministe.
Le titre complet du livre est Mizora: A Prophecy : Found Among the Private Papers of Princess Vera Zarovitch: Being a True and Faithful Account of her Journey to the Interior of the Earth, with a Careful Description of the Country and its Inhabitants, their Customs, Manners, and Government (en français : « Mizora : une prophétie : Trouvé parmi les papiers privés de la princesse Vera Zarovitch : récit véridique et fidèle de son voyage à l'intérieur de la Terre, avec une description minutieuse du pays et de ses habitants, de leurs coutumes, manières et gouvernement »).

## Historique des publications et influences
Mizora faisait partie de la vague de fictions utopiques et dystopiques qui ont été publiées dans les dernières décennies du XIXe siècle. Le roman est le deuxième roman utopique féministe connu écrit par une femme, après Man's Rights (1870) d'Annie Denton Cridge.
Le concept d'une société entièrement féminine remonte au moins aux Amazones de la mythologie grecque antique — bien que les Amazones aient encore besoin d'hommes pour procréer. Dans Mizora, la reproduction se fait par parthénogenèse.
Mizora appartient également à la classe de la littérature de la Terre creuse.
La deuxième édition de Mizora est apparue en 1975, et elle est rééditée en 1999 par la maison d'édition universitaire University of Nebraska Press. On sait peu de choses sur l'auteur : madame Lane ne voulait pas que son mari découvre qu'elle écrivait sur un monde qui serait mieux sans les hommes.

## Résumé
Le livre dépeint une utopie entièrement féminine existant sur la Terre. Les Mizorans pratiquent l'eugénisme ; tous sont des « Aryens » blonds, qui dédaignent les personnes à la peau plus foncée. Leur société est composée de femmes blondes et de filles.
Dans son histoire ancienne, la terre était gouvernée par un général militaire élu président (une version d'Ulysses S. Grant). Lorsque le général se présenta pour un troisième mandat (comme Grant fut invité à le faire en 1880), la société de Mizora sombra dans le chaos. Finalement, un nouvel ordre social entièrement féminin apparut à Mizora. Les derniers hommes ont été éliminés — bien qu'il ne soit pas clair s'ils ont été ouvertement tués ou laissés pour morts. On dit que les hommes sont plus oubliés que détestés.
La narratrice à la première personne, Vera Zarovitch, est une jeune fugitive politique qui est tombée en disgrâce auprès du régime tsariste et a été condamnée à l'exil en Sibérie. Elle s'échappe vers le nord dans l'Arctique, où son kayak est balayé par une vaste cascade jusqu'à Mizora. Elle y passe quinze ans, apprenant la culture de Mizora ; à la fin de ce temps, elle aspire à retourner auprès de son mari et de son enfant, et d'enseigner à sa propre société ce qu'elle a appris. Bien que Vera parvienne finalement à retourner dans sa propre société, son mari et son fils sont morts et un ami Mizoran meurt également. Il ne reste à Vera que l'espoir que les générations futures s'en porteront mieux, grâce aux promesses d'une éducation universelle et à la pratique profondément discutable de l'eugénisme.
En tant que roman utopique, le livre consacre un certain temps aux technologies futuristes telles que les visiophones. Les Mizorans peuvent faire pleuvoir en déchargeant de l'électricité dans l'air. Bien que Mizora n'ait pas d'animaux domestiques, ses femmes mangent de la viande artificielle préparée chimiquement — une innovation qui n'est en cours de développement qu'au début du XXIe siècle.

## Commentaires sociaux et héritages
Le roman fait de fréquents commentaires sur le sexe et la race. Lane joue avec les coutumes et les conventions de sa propre société, comme le font normalement les écrivains utopiques. À Mizora, une taille étroite est considérée comme une difformité dégoûtante — inversant la préférence de l'époque de Lane pour les femmes étroitement corsetées.
Il est fait également référence à la répression politique dans la Russie contemporaine et à la répression de la révolte polonaise de 1863.
Le livre de Lane anticipe de trois décennies certaines des caractéristiques du célèbre Herland de Charlotte Perkins Gilman. Il a été suivi de près par d'autres œuvres utopiques féministes, New Amazonia (1889) de Elizabeth Burgoyne Corbett et Dévoilement d'un parallèle (1893) de Alice Ilgenfritz Jones et Ella Merchant. Simultanément, certains écrivains utopistes masculins ont publié des travaux qui impliquent des questions féministes et des questions de rôles de genre ; An Experiment in Marriage (1889) de Charles Bellamy et Speaking of Ellen (1890) de Linn Boyd Porter en sont des exemples.